# Kap Sibbald
Das Kap Sibbald ist ein kliffartiges Kap an der Borchgrevink-Küste des ostantarktischen Viktorialand. Es markiert den südwestlichen Ausläufer der Mountaineer Range im Mündungsgebiet des Aviator-Gletschers in das südwestliche Ende der Lady Newnes Bay.
Entdeckt wurde es im Februar 1841 vom britischen Seefahrer James Clark Ross bei dessen Antarktisexpedition (1839–1843). Ross benannte es nach Leutnant John James A. Sibbald (1809–1868), Offizier an Bord der Erebus bei dieser Forschungsreise.